# 中村彌之祐
中村 彌之祐（なかむら やのすけ、1871年6月2日〈明治4年4月15日〉 - 1931年〈昭和6年〉1月3日）は、日本の政治家、実業家。兵庫県会議員。中村組社長。舞子土地取締役。族籍は兵庫県平民。

## 経歴
島根県邑智郡口羽村（現・邑南町）、三上新市郎の弟。先代祐七の養子となり1915年、家督を相続する。会社重役であり、中村組社長、舞子土地、中播運送、不二商会、姫路電気化学工業、姫路水力電気、紅屋コークス、幡美鉄道、関西土木電気興業各取締役、姫路商業銀行、神戸布引土地、姫路水力電気各監査役などをつとめた。

## 人物
資性温厚で、神仏を尊崇するところ深く、特に日蓮宗に帰依する。
1930年、破産者となる。住所は兵庫県姫路市龍野町1丁目。

## 栄典
- 1920年 - 紺綬褒章[1]

## 家族・親族
中村家
- 養父・祐七（1845年 - 1915年、兵庫県平民、中村組合資会社業務執行社員、姫路水力電気相談役）[11]
- 養妹・みつ（1902年 - ?、兵庫、牛尾梅吉の長男健治の妻）[8]
- 妻・榮枝（1884年 - ?、兵庫、波多野鋮之助の長女）[5]
- 長男・四郎祐[5][10]（1906年 - ?、中村組代表[3]、山陽商事取締役[12]）
- 長女・辰子（1904年 - ?、鹿児島、屋代熊太郎の長男弘孝の妻）[4]
- 二女・佐和子（1909年 - ?）[5]
- 三女・喜久子（1912年 - ?）[5]
- 四女・華（1914年 - ?）[5]
- 二男・定七（1917年 - ?）[5]
- 五女・経子（1920年 - ?）[4]

親戚
- 牛尾梅吉（政治家、実業家） - 牛尾合資会社代表社員。養妹・みつの夫の父。
- 牛尾健治[4]（実業家） - 牛尾合資会社代表社員。養妹・みつの夫。